# Estlink
Estlink är beteckningen på två likströmskablar under Finska viken som förbinder Estland med det  finländska elnätet. Kablarna ägs av Elering och Fingrid.
Estlink 1, som togs i drift i slutet av år 2006, består av två parallella  kablar mellan Harku i Estland och Esbo i Finland. Den totala längden är 210 kilometer, varav 148 km under vatten och 62 km på land. Överföringskapaciteten är 350 MW.
Estlink 2 är en omkring 170 kilometer lång kabel, varav 145 km går under vatten och 26 km på land, mellan Püssi i Estland och Andersböle i Borgå i Finland. Mellan Andersböle och Nikuviken går Estlink 2 som en 14 km lång luftledning. Estlink 2 har en kapacitet på 650 MW och togs i drift år 2014.

## Framtid
En tredje sjökabel, Estlink 3 är under planering. I juni 2020 undertecknade Elering och Fingrid en viljeförklaring om att bygga en kabel med en överföringskapacitet på upp till 1 000 MW, som förväntas tas i drift år 2035.